# Michail Wassiljewitsch Wodopjanow

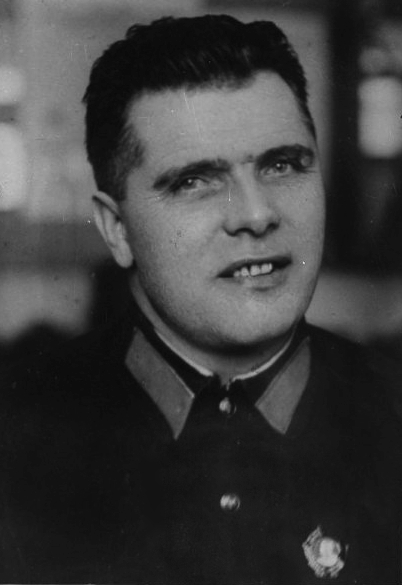
Michail Wodopjanow

Michail Wassiljewitsch Wodopjanow (russisch Михаил Васильевич Водопьянов; * 6. Novemberjul. / 18. November 1899greg. in Studjonka (bei Lipezk); † 11. August 1980 in Moskau) war ein sowjetischer Pilot.
Er war einer der sieben Piloten, die die schiffbrüchige Besatzung des im Februar 1934 im Polarmeer untergegangenen Dampfers Cheliuskin von einer Eisscholle evakuierten. Aufgrund dieser Leistung wurde die Auszeichnung Held der Sowjetunion gestiftet und den Fliegern als Ersten in der Geschichte der UdSSR verliehen. Am 21. Mai 1937 landete er als erster Mensch ein Flugzeug am geographischen Nordpol.

## Leben

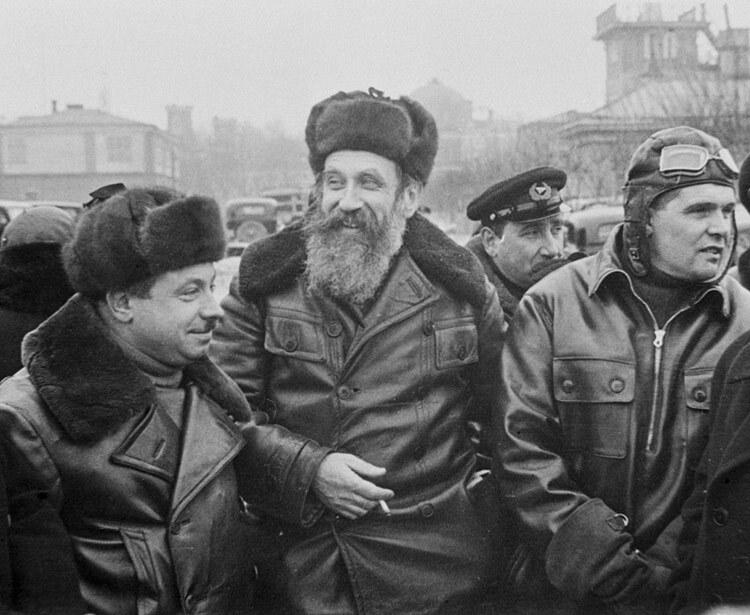
Michail Wodopjanow (rechts) mit Iwan Papanin (links) und Otto Schmidt (1938)

Michail Wodopjanow wurde in eine Bauersfamilie hineingeboren. Im Jahr 1919 trat er in die Rote Armee ein und nahm am Russischen Bürgerkrieg teil. Seinen Dienst leistete er in einer mit Ilja-Muromez-Bombern ausgerüsteten Fliegerstaffel, anfangs als Fuhrmann, später als Kraftfahrer. Mit 26 Jahren qualifizierte er sich zum Bordmechaniker und flog Einsätze zur Bekämpfung von Heuschreckenschwärmen im Syr-Darja-Gebiet mit. 1929 erwarb er seine Fluglizenz und arbeitete eine Zeitlang als Pilot im zivilen Luftverkehr, anfangs als Pilot wiederum zur Heuschreckenbekämpfung im Kuban-Gebiet, anschließend als Streckenpilot im Fernen Osten auf der Linie Chabarowsk–Sachalin. In diese Zeit fällt auch sein erster mit einer W 33 absolvierter Fernflug von 41 Stunden von Moskau nach Chabarowsk. Weiterhin nahm Wodopjanow am Ochotskischen Meer im Auftrag des Instituts für Fischereiwesen an einer Expedition teil, wo seine Aufgabe im Aufspüren von Robbenkolonien bestand. Nach deren Beendigung beflog er die Strecke Moskau–Leningrad und lieferte im Auftrag der Prawda Druckmatrizen aus. Im Frühjahr 1932 wurde er zum Kaspischen Meer beordert, um abermals Robbenansammlungen zu erkunden. Am 12. Februar 1933 stürzte sein Flugzeug bei einem Flug von Moskau in den Fernen Osten ab. Wodopjanow erlitt eine schwere Gehirnerschütterung bei dreitägiger Bewusstlosigkeit. Es stellte sich heraus, dass er am Steuer eingeschlafen war.
1934 beteiligte er sich an der Rettung der Tscheljuskin-Besatzung. Mit einer R-5 flog Wodopjanow am 12. April bei drei Einsätzen insgesamt zehn Menschen aus. Nach diesen Flügen entschloss er sich endgültig, zur Polarluftflotte (Полярная Авиация, Poljarnaja Awiazija) zu wechseln.
Im Mai 1937 gehörte er zu den Piloten, die mit viermotorigen ANT-6-Flugzeugen die Polarexpedition Nordpol-1 von Iwan Papanin auf einer driftenden Eisscholle absetzten. Sein Navigator war Walentin Akkuratow. Wodopjanow landete dabei am 21. Mai als erster Mensch mit einem Flugzeug (Kennzeichen: N-170) am Nordpol.
Während des Zweiten Weltkrieges war er vom 9. bis zum 17. August 1941 Kommandeur der mit Pe-8 ausgerüsteten 81. Fernfliegerdivision, welche er auch bei einem der ersten Bombenangriffe der sowjetischen Luftstreitkräfte auf Berlin in der Nacht vom 10. auf den 11. August 1941 befehligte. Nach seiner Ablösung durch Alexander Golowanow flog er weiterhin als Kommandant einer Pe-8 beim 746. Bombergeschwader der Division.
Nach dem Krieg schied er 1946 im Rang eines Generalmajors aus der Armee aus und arbeitete in Moskau als Schriftsteller. Wodopjanow ist unter anderem Autor der Bücher „Der Traum des Piloten“ und „Der Flieger Tschkalow“. Auch trat er wieder in die Polarluftflotte ein und war unter anderem 1950 als Leiter der Expedition „Nordpol-2“ am Aufbau der zweiten driftenden Forschungsstation der Sowjetunion auf einer Eisscholle beteiligt. 1954 erfolgte sein endgültiger Abschied von der Fliegerei.
Michael Wodopjanow war Träger des Leninordens, des Rotbannerordens und des Ordens des Vaterländischen Krieges I. Klasse. Auch war er Mitglied des Schriftstellerverbands der UdSSR. Sein Sohn Wladimir Wodopjanow war ebenfalls Flieger und diente bei der Polarluftflotte.

## Werke (Auswahl)
- Полюс, 1939 (deutsche Ausgabe: Der Pol, 1953)
- Полярный лётчик, 1953 (deutsche Ausgabe: Polarflieger, 1953)
- Валерий Чкалов, 1954 (deutsche Ausgabe: Der Flieger Tschkalow, 1963)